# Perizoma fulvida
Perizoma fulvida là một loài bướm đêm trong họ Geometridae.